# Atari 65XEP
Atari 65XEP (65XEP / 65XEM) је био кућни рачунар фирме Атари (Atari) који је почео да се производи у Сједињеним Америчким Државама од 1985. године.
Користио је MOS 6502C као микропроцесор. RAM меморија рачунара је имала капацитет од 64 Kb. 
Као оперативни систем кориштен је AtariOS (65XEP).

## Детаљни подаци
Детаљнији подаци о рачунару 65XEP су дати у табели испод.
|                       | |
| [ 1 ]                 | |
| Произвођач            | Атари |
| Тип                   | кућни рачунар                                                                                               |
| Меморија              | 64 |
| Поријекло             | Сједињене Америчке Државе                                                                                   |
| Година                | 1985 |
| Тастатура             | тастатура са пуним помаком тастера, 57 тастера + 5 функцијских тастера (Help, Start, Select, Option, Reset) |
| Процесор              | |
| Фреквенција процесора | 1,79 |
| RAM                   | 64 |
| ROM                   | 24 |
| Текст                 | 5 текст модова, највише: 40 x 24                                                                            |
| Графика               | 11 графичких модова, највише: 320 x 192                                                                     |
| Боја                  | једна боја, зелена (65XEP), 16 боја са 15 нивоа интензитета свака (65XEM)                                   |
| Звук                  | 4 гласа, 3,5 октава (65XEP), 8 гласова, 11 октава (65XEM)                                                   |
| Димензије             | непознато (65XEP)                                                                                           |
| Портови               | |
| Оперативни систем     | |